# Аху Тахаји (локалитет)
Аху Тахаји је археолошки локалитет на Ускршњем острву.
Обновљен је 1974. од стране америчког археолога Вилијама Мулоја. Састоји се од 3 ахуа: Аху Тахaји, Аху Ваj Уре, и Аху Ко Те Рику. Мулој је рестауриао Аху Тахaји, Аху Акивe, и обновио је села Оронго и Винапу.